# Marnay (Saona i Loira)
Marnay és un municipi francès, situat al departament de Saona i Loira i a la regió de Borgonya - Franc Comtat. L'any 2007 tenia 464 habitants.

## Demografia

### Població
El 2007 la població de fet de Marnay era de 464 persones. Hi havia 189 famílies, de les quals 40 eren unipersonals (12 homes vivint sols i 28 dones vivint soles), 77 parelles sense fills, 64 parelles amb fills i 8 famílies monoparentals amb fills.
La població ha evolucionat segons el següent gràfic:
Habitants censats

### Habitatges
El 2007 hi havia 230 habitatges, 200 eren l'habitatge principal de la família, 22 eren segones residències i 9 estaven desocupats. 225 eren cases i 5 eren apartaments. Dels 200 habitatges principals, 166 estaven ocupats pels seus propietaris, 24 estaven llogats i ocupats pels llogaters i 9 estaven cedits a títol gratuït; 1 tenia una cambra, 10 en tenien dues, 34 en tenien tres, 61 en tenien quatre i 93 en tenien cinc o més. 188 habitatges disposaven pel capbaix d'una plaça de pàrquing. A 73 habitatges hi havia un automòbil i a 106 n'hi havia dos o més.

### Piràmide de població
La piràmide de població per edats i sexe el 2009 era:
| Homes | Edats   | Dones |
| ----- | ------- | ----- |
| 0     | 95 o +  | 0     |
| 0     | 90 a 94 | 8     |
| 0     | 85 a 89 | 4     |
| 16    | 80 a 84 | 8     |
| 4     | 75 a 79 | 20    |
| 4     | 70 a 74 | 12    |
| 16    | 65 a 69 | 16    |
| 20    | 60 a 64 | 4     |
| 4     | 55 a 59 | 8     |
| 12    | 50 a 54 | 16    |
| 16    | 45 a 49 | 20    |
| 28    | 40 a 44 | 28    |
| 24    | 35 a 39 | 12    |
| 12    | 30 a 34 | 0     |
| 12    | 25 a 29 | 16    |
| 12    | 20 a 24 | 8     |
| 24    | 15 a 19 | 12    |
| 20    | 10 a 14 | 4     |
| 4     | 5 a 9   | 4     |
| 4     | 0 a 4   | 8     |

## Economia
El 2007 la població en edat de treballar era de 302 persones, 233 eren actives i 69 eren inactives. De les 233 persones actives 216 estaven ocupades (111 homes i 105 dones) i 17 estaven aturades (8 homes i 9 dones). De les 69 persones inactives 31 estaven jubilades, 20 estaven estudiant i 18 estaven classificades com a «altres inactius».

### Ingressos
El 2009 a Marnay hi havia 227 unitats fiscals que integraven 518 persones, la mediana anual d'ingressos fiscals per persona era de 18.996 €.

### Activitats econòmiques
Dels 12 establiments que hi havia el 2007, 1 era d'una empresa de fabricació d'altres productes industrials, 2 d'empreses de construcció, 4 d'empreses de comerç i reparació d'automòbils, 2 d'empreses de transport i 3 d'empreses d'hostatgeria i restauració.
Dels 2 establiments de servei als particulars que hi havia el 2009, 1 era un guixaire pintor i 1 lampisteria.
L'únic establiment comercial que hi havia el 2009 era una adrogueria.
L'any 2000 a Marnay hi havia 10 explotacions agrícoles que ocupaven un total de 852 hectàrees.

## Equipaments sanitaris i escolars
El 2009 hi havia una escola maternal integrada dins d'un grup escolar amb les comunes properes formant una escola dispersa.

## Poblacions més properes
El següent diagrama mostra les poblacions més properes.